# Gmina Anija
Gmina Anija (est. Anija vald) – gmina wiejska w Estonii, w prowincji Harju. Jej powierzchnia wynosi 532,97 km². Populacja wynosi 6263 osoby (3504 bez miasta Kehra).
W skład gminy wchodzi:
- 1 okręg miejski: Kehra
- 31 wsie: Aavere, Alavere, Anija, Arava, Härmakosu, Kaunissaare, Kehra, Kihmla, Kuusemäe, Lehtemetsa, Lilli, Linnakse, Looküla, Lükati, Mustjõe, Paasiku, Parila, Partsaare, Pikva, Pillapalu, Rasivere, Raudoja, Rooküla, Salumetsa, Salumäe, Soodla, Uuearu, Vetla, Vikipalu, Voose, Ülejõe.